# 39 Andromedae
Désignations
39 Andromedae (en abrégé 39 And) est une étoile double de la constellation d'Andromède. 39 Andromedae est sa désignation de Flamsteed. Sa magnitude apparente est de 5,95, ce qui indique qu'elle est proche de la limite inférieure de visibilité à l'œil nu. La distance de l'étoile, estimée à partir de son décalage annuel de parallaxe de 9,57 mas, est de ∼ 341 a.l. (∼ 105 pc). C'est un membre présumé du courant d'étoiles de la Grande Ourse, bien que King et al. la classent comme un non-membre probable.
Le composant le plus brillant, désigné 39 Andromedae A, est une étoile Am confirmée ainsi qu'une étoile blanche de la séquence principale avec un type spectral de kA3hA7VmA9. Cette notation indique que son spectre affiche la raie K du calcium d'une étoile de type A3, les raies de l'hydrogène d'une étoile de type A7, et les raies métalliques d'une étoile de type A9. Elle rayonne 40 fois la luminosité du Soleil et sa température effective est de 8 073 K. En 2015, le composant secondaire de magnitude 12,48, 39 Andromedae B, est situé à une séparation angulaire de 20,5″ et à un angle de position de 3° par rapport au composant primaire.